# Уснатице
Уснатице (Lamiaceae, синоним Labiatae) је породица чији су припадници зељасте биљке или грмови са четвртастим стаблом и двоуснатим цветовима (име!) најчешће сакупљеним у цимозне цвасти. Листови су наспрамно постављени, прости. Познато је око 3.000 врста распрострањених скоро по целом свету. Међу њима су и познате ароматичне биљке: жалфија, лаванда, рузмарин, нана, ориганум, мајчина душица...

## Опис
Уснатице су зељасте биљке или грмови четвртастог стабла и простих наспрамно распоређених листова. Име фамилије "уснатице" (Labiatae) потиче од облика и особина цвета који је карактеристичан за већину припадника. Цветови су изразито зигоморфни, двоуснати. Чашица је звонаста или двоусната, изграђена од 5 сраслих листића; круницу гради 5 сраслих листића; у доњем делу формирају цев на чијем се ободу налазе две усне.
Прашника има четири, два дужа и два краћа; код неких врста постоје само два прашника. Тучак је са дугачким стубићем, на чијем се врху налази дворежњевити жиг. Цветови су сакупљени у цимозне цвасти које имају облик класа, главице, пршљенова. Плод је ситна орашица.
Велики број представника садржи етарска уља, од којих потиче арома ових биљака. Она настају и депонују се на површини стабљика и листова у тзв. жлезданим длакама.

## Значај
Неке од врста су познате као лековите: жалфија, нана, мајчина душица
Известан број врста се гаји због зачинских својстава (ориганум, мајоран).
Од многих се екстракцијом добија етарско уље (нана, матичњак), а међу њима има и украсних биљака (жалфија, мртва коприва).